# Amblyseius matinikus
Amblyseius matinikus är en spindeldjursart som beskrevs av Schicha och Corpuz-Raros 1992. Amblyseius matinikus ingår i släktet Amblyseius och familjen Phytoseiidae. Inga underarter finns listade i Catalogue of Life.